# Élections législatives de 1988 en Saône-et-Loire
Les élections législatives françaises de 1988 se déroulent les 5 et 12 juin 1988. Dans le département de Saône-et-Loire, six députés sont à élire dans le cadre de six circonscriptions.

## Élus
| Circonscription | Député sortant        | Parti                 | Parti                 | Député élu ou réélu | Parti | Parti    |
| --------------- | --------------------- | --------------------- | --------------------- | ------------------- | ----- | -------- |
| 1re             | Scrutin proportionnel | Scrutin proportionnel | Scrutin proportionnel | Jean-Pierre Worms   |       | PS       |
| 2e              | Scrutin proportionnel | Scrutin proportionnel | Scrutin proportionnel | Jean-Marc Nesme     |       | UDF (AD) |
| 3e              | Scrutin proportionnel | Scrutin proportionnel | Scrutin proportionnel | André Billardon     |       | PS       |
| 4e              | Scrutin proportionnel | Scrutin proportionnel | Scrutin proportionnel | Pierre Joxe         |       | PS       |
| 5e              | Scrutin proportionnel | Scrutin proportionnel | Scrutin proportionnel | Dominique Perben    |       | RPR      |
| 6e              | Scrutin proportionnel | Scrutin proportionnel | Scrutin proportionnel | René Beaumont       |       | UDF (PR) |

## Positionnement des partis
L'UDF et le RPR se présentent unis sous l'étiquette « Union du Rassemblement et du Centre » tandis que les candidats du Parti socialiste se rangent sous la bannière de la « Majorité présidentielle pour la France unie », slogan de la campagne présidentielle de François Mitterrand.

## Résultats

### Résultats à l'échelle du département
| Parti          | Parti                               | Premier tour | Premier tour | Second tour | Second tour | Sièges |
| Parti          | Parti                               | Voix         | %            | Voix        | %           | Sièges |
| -------------- | ----------------------------------- | ------------ | ------------ | ----------- | ----------- | ------ |
|                | Union pour la démocratie française  | 65 036       | 26,00        | 52 190      | 22,95       | 2      |
|                | Rassemblement pour la République    | 40 097       | 16,03        | 61 962      | 27,25       | 1      |
|                | Divers droite                       | 3 836        | 1,53         |             |             | 0      |
|                | Union du Rassemblement et du Centre | 108 969      | 43,56        | 114 152     | 50,20       | 3      |
|                |                                     |              |              |             |             |        |
|                | Parti socialiste                    | 87 292       | 34,89        | 91 319      | 40,16       | 3      |
|                | Mouvement des radicaux de gauche    | 16 622       | 6,64         | 21 904      | 9,63        | 0      |
|                | La France unie                      | 103 914      | 41,54        | 113 223     | 49,80       | 3      |
|                |                                     |              |              |             |             |        |
|                | Parti communiste français           | 22 976       | 9,18         |             |             | 0      |
|                | Front national                      | 14 241       | 5,69         | 0           |             |        |
|                | Extrême droite                      | 75           | 0,03         | 0           |             |        |
|                |                                     |              |              |             |             |        |
| Inscrits       | Inscrits                            | 396 694      | 100,00       | 327 603     | 100,00      | 6      |
| Abstentions    | Abstentions                         | 141 455      | 35,66        | 95 390      | 29,12       |        |
| Votants        | Votants                             | 255 239      | 64,34        | 232 213     | 70,88       |        |
| Blancs et nuls | Blancs et nuls                      | 5 064        | 1,98         | 4 838       | 2,08        |        |
| Exprimés       | Exprimés                            | 250 175      | 98,02        | 227 375     | 97,92       |        |

### Résultats par circonscription

#### Première circonscription (Mâcon)
| Candidat       | Candidat                        | Parti          | Premier tour | Premier tour | Second tour | Second tour |  |
| Candidat       | Candidat                        | Parti          | Voix         | %            | Voix        | %           |  |
| -------------- | ------------------------------- | -------------- | ------------ | ------------ | ----------- | ----------- |  |
|                | Jean-Pierre Worms sortant réélu | PS             | 14 243       | 39,55        | 20 937      | 50,29       |  |
|                | Roger Couturier sortant         | RPR (URC)      | 7 826        | 21,73        | 20 699      | 49,71       |  |
|                | Gérard Voisin                   | UDF (PR)       | 7 718        | 21,43        | Retrait     | Retrait     |  |
|                | Philippe Malaud                 | Divers droite  | 3 836        | 10,65        |             |             |  |
|                | Chantal Bathias                 | PCF            | 2 314        | 6,43         |             |             |  |
|                | Jean Duvernay                   | Extrême droite | 75           | 0,21         |             |             |  |
|                |                                 |                |              |              |             |             |  |
| Inscrits       | Inscrits                        | Inscrits       | 60 639       | 100,00       | 60 617      | 100,00      |  |
| Abstentions    | Abstentions                     | Abstentions    | 23 985       | 39,55        | 18 124      | 29,9        |  |
| Votants        | Votants                         | Votants        | 36 654       | 60,45        | 42 493      | 70,1        |  |
| Blancs et nuls | Blancs et nuls                  | Blancs et nuls | 642          | 1,75         | 857         | 2,02        |  |
| Exprimés       | Exprimés                        | Exprimés       | 36 012       | 98,25        | 41 636      | 97,98       |  |

#### Deuxième circonscription (Charolles)
| Candidat       | Candidat            | Parti          | Premier tour | Premier tour | Second tour | Second tour |  |
| Candidat       | Candidat            | Parti          | Voix         | %            | Voix        | %           |  |
| -------------- | ------------------- | -------------- | ------------ | ------------ | ----------- | ----------- |  |
|                | Jean-Marc Nesme élu | UDF (AD) (URC) | 18 135       | 44,77        | 23 330      | 51,58       |  |
|                | Paul Duraffour      | MRG (PS)       | 16 622       | 41,04        | 21 904      | 48,42       |  |
|                | Hubert Louis        | PCF            | 3 381        | 8,35         |             |             |  |
|                | Robert Paire        | FN             | 2 368        | 5,85         |             |             |  |
|                |                     |                |              |              |             |             |  |
| Inscrits       | Inscrits            | Inscrits       | 64 177       | 100,00       | 64 163      | 100,00      |  |
| Abstentions    | Abstentions         | Abstentions    | 22 691       | 35,36        | 18 036      | 28,11       |  |
| Votants        | Votants             | Votants        | 41 486       | 64,64        | 46 127      | 71,89       |  |
| Blancs et nuls | Blancs et nuls      | Blancs et nuls | 980          | 2,36         | 893         | 1,94        |  |
| Exprimés       | Exprimés            | Exprimés       | 40 506       | 97,64        | 45 234      | 98,06       |  |

#### Troisième circonscription (Autun - Le Creusot)
|                | André Billardon sortant réélu | PS              | 23 287 | 50,48  |  |  |  |
|                | Patrick Defontaine            | UDF (CDS) (URC) | 15 712 | 34,06  |  |  |  |
|                | Max Deschampt                 | PCF             | 3 796  | 8,23   |  |  |  |
|                | Robert Lambert                | FN              | 3 338  | 7,24   |  |  |  |
|                |                               |                 |        |        |  |  |  |
| Inscrits       | Inscrits                      | Inscrits        | 68 989 | 100,00 |  |  |  |
| Abstentions    | Abstentions                   | Abstentions     | 21 869 | 31,7   |  |  |  |
| Votants        | Votants                       | Votants         | 47 120 | 68,3   |  |  |  |
| Blancs et nuls | Blancs et nuls                | Blancs et nuls  | 987    | 2,09   |  |  |  |
| Exprimés       | Exprimés                      | Exprimés        | 46 133 | 97,91  |  |  |  |

#### Quatrième circonscription (Monteau-les-Mines)
| Candidat       | Candidat                  | Parti          | Premier tour | Premier tour | Second tour | Second tour |  |
| Candidat       | Candidat                  | Parti          | Voix         | %            | Voix        | %           |  |
| -------------- | ------------------------- | -------------- | ------------ | ------------ | ----------- | ----------- |  |
|                | Pierre Joxe sortant réélu | PS             | 17 451       | 44,05        | 23 656      | 55,1        |  |
|                | Jacques Marchand          | RPR (URC)      | 14 135       | 35,68        | 19 276      | 44,9        |  |
|                | André Faivre              | PCF            | 4 991        | 12,6         |             |             |  |
|                | Michel Collinot           | FN             | 3 040        | 7,67         |             |             |  |
|                |                           |                |              |              |             |             |  |
| Inscrits       | Inscrits                  | Inscrits       | 64 495       | 100,00       | 64 482      | 100,00      |  |
| Abstentions    | Abstentions               | Abstentions    | 24 073       | 37,33        | 20 546      | 31,86       |  |
| Votants        | Votants                   | Votants        | 40 422       | 62,67        | 43 936      | 68,14       |  |
| Blancs et nuls | Blancs et nuls            | Blancs et nuls | 805          | 1,99         | 1 004       | 2,29        |  |
| Exprimés       | Exprimés                  | Exprimés       | 39 617       | 98,01        | 42 932      | 97,71       |  |

#### Cinquième circonscription (Chalon-sur-Saône)
| Candidat       | Candidat                       | Parti          | Premier tour | Premier tour | Second tour | Second tour |  |
| Candidat       | Candidat                       | Parti          | Voix         | %            | Voix        | %           |  |
| -------------- | ------------------------------ | -------------- | ------------ | ------------ | ----------- | ----------- |  |
|                | Dominique Perben sortant réélu | RPR (URC)      | 18 136       | 46,88        | 21 987      | 51,84       |  |
|                | Jean Chapron                   | PS             | 14 437       | 37,32        | 20 429      | 48,16       |  |
|                | Lucien Bossu                   | PCF            | 3 652        | 9,44         |             |             |  |
|                | Gérard Blondot                 | FN             | 2 462        | 6,36         |             |             |  |
|                |                                |                |              |              |             |             |  |
| Inscrits       | Inscrits                       | Inscrits       | 59 024       | 100,00       | 59 005      | 100,00      |  |
| Abstentions    | Abstentions                    | Abstentions    | 19 741       | 33,45        | 15 755      | 26,7        |  |
| Votants        | Votants                        | Votants        | 39 283       | 66,55        | 43 250      | 73,3        |  |
| Blancs et nuls | Blancs et nuls                 | Blancs et nuls | 596          | 1,52         | 834         | 1,93        |  |
| Exprimés       | Exprimés                       | Exprimés       | 38 687       | 98,48        | 42 416      | 98,07       |  |

#### Sixième circonscription (Louhans)
| Candidat       | Candidat                    | Parti          | Premier tour | Premier tour | Second tour | Second tour |  |
| Candidat       | Candidat                    | Parti          | Voix         | %            | Voix        | %           |  |
| -------------- | --------------------------- | -------------- | ------------ | ------------ | ----------- | ----------- |  |
|                | René Beaumont sortant réélu | UDF (PR) (URC) | 23 471       | 47,68        | 28 860      | 52,32       |  |
|                | Maurice Mathus              | PS             | 17 874       | 36,31        | 26 297      | 47,67       |  |
|                | Marcel Bossu                | PCF            | 4 842        | 9,83         |             |             |  |
|                | Jean Coupat                 | FN             | 3 033        | 6,16         |             |             |  |
|                |                             |                |              |              |             |             |  |
| Inscrits       | Inscrits                    | Inscrits       | 79 370       | 100,00       | 79 336      | 100,00      |  |
| Abstentions    | Abstentions                 | Abstentions    | 29 096       | 36,66        | 22 929      | 28,9        |  |
| Votants        | Votants                     | Votants        | 50 274       | 63,34        | 56 407      | 71,1        |  |
| Blancs et nuls | Blancs et nuls              | Blancs et nuls | 1 054        | 2,1          | 1 250       | 2,22        |  |
| Exprimés       | Exprimés                    | Exprimés       | 49 220       | 97,9         | 55 157      | 97,78       |  |